# Fußball-Europameisterschaft 1972/Endrunde
Dieser Artikel umfasst die Spiele der Endrunde der Fußball-Europameisterschaft 1972 mit allen statistischen Details:

## Halbfinale

### Sowjetunion – Ungarn 1:0 (0:0)
| Sowjetunion                                                         | Sowjetunion | Ungarn | Ungarn |
| ------------------------------------------------------------------- | --- | --- | ------ |
| Sowjetunion                                                         | \| Mittwoch, 14. Juni 1972 um 20:00 Uhr in Brüssel (Stade Émile Versé) \| \| Zuschauer: 1.659[1] \| \| Schiedsrichter: Rudi Glöckner ( DDR) \| \| Spielbericht \| | \| Mittwoch, 14. Juni 1972 um 20:00 Uhr in Brüssel (Stade Émile Versé) \| \| Zuschauer: 1.659[1] \| \| Schiedsrichter: Rudi Glöckner ( DDR) \| \| Spielbericht \|                                                                 | Ungarn |
| Sowjetunion                                                         | Jewgeni Rudakow – Murtas Churzilawa – Rewas Dsodsuaschwili, Wolodymyr Kaplytschnyj, Jurij Istomyn – Anatolij Konkow, Wolodymyr Troschkin, Wiktor Kolotow – Anatoli Baidatschny, Anatoli Banischewski (79. Giwi Nodia), Wolodymyr Onyschtschenko Cheftrainer: Alexander Ponomarjow | István Géczi – Miklós Pancsics – Tibor Fabian, László Bálint, Péter Juhász – István Juhász, Lajos Kocsis (60. Flórián Albert), Lajos Kü – István Szőke, Ferenc Bene (60. Antal Dunai), Sándor Zámbó Cheftrainer: Rudolf Illovszky | Ungarn |
| Sowjetunion                                                         | 1:0 Anatolij Konkow (53.) | | Ungarn |
| Sowjetunion                                                         | Murtas Churzilawa | Tibor Fabian, László Bálint | Ungarn |
| Sowjetunion                                                         | Rudakow hält Foulelfmeter von Zambo (83.) | | Ungarn |
| Mittwoch, 14. Juni 1972 um 20:00 Uhr in Brüssel (Stade Émile Versé) | | |        |
| Zuschauer: 1.659                                                    | | |        |
| Schiedsrichter: Rudi Glöckner ( DDR)                                | | |        |
| Spielbericht                                                        | | |        |

### Belgien – BR Deutschland 1:2 (0:1)
| Belgien                                                           | Belgien | BR Deutschland | BR Deutschland |
| ----------------------------------------------------------------- | --- | --- | -------------- |
| Belgien                                                           | \| Mittwoch, 14. Juni 1972 um 20:00 Uhr in Antwerpen (Bosuilstadion) \| \| Zuschauer: 55.601[2] \| \| Schiedsrichter: William Mullen ( Schottland) \| \| Spielbericht \|                                                       | \| Mittwoch, 14. Juni 1972 um 20:00 Uhr in Antwerpen (Bosuilstadion) \| \| Zuschauer: 55.601[2] \| \| Schiedsrichter: William Mullen ( Schottland) \| \| Spielbericht \|                                                           | BR Deutschland |
| Belgien                                                           | Christian Piot – Erwin Vandendaele – Georges Heylens, Jean Thissen, Léon Dolmans – Léon Semmeling, Jan Verheyen, Jean Dockx, Maurice Martens (68. Lon Polleunis) – Raoul Lambert, Paul Van Himst Cheftrainer: Raymond Goethals | Sepp Maier – Franz Beckenbauer – Horst-Dieter Höttges, Georg Schwarzenbeck – Herbert Wimmer, Günter Netzer, Uli Hoeneß (59. Jürgen Grabowski), Paul Breitner – Jupp Heynckes, Gerd Müller, Erwin Kremers Cheftrainer: Helmut Schön | BR Deutschland |
| Belgien                                                           | 1:2 Lon Polleunis (83.) | 0:1 Gerd Müller (24.) 0:2 Gerd Müller (71.) | BR Deutschland |
| Belgien                                                           | Erwin Vandendaele (17.) | | BR Deutschland |
| Mittwoch, 14. Juni 1972 um 20:00 Uhr in Antwerpen (Bosuilstadion) | | |                |
| Zuschauer: 55.601                                                 | | |                |
| Schiedsrichter: William Mullen ( Schottland)                      | | |                |
| Spielbericht                                                      | | |                |

## Spiel um Platz 3

### Belgien – Ungarn 2:1 (2:0)
| Belgien                                                         | Belgien | Ungarn | Ungarn |
| --------------------------------------------------------------- | --- | --- | ------ |
| Belgien                                                         | \| Samstag, 17. Juni 1972 um 20.00 Uhr in Lüttich (Stade Sclessin) \| \| Zuschauer: 6.184[3] \| \| Schiedsrichter: Johan Einar Boström ( Schweden) \| \| Spielbericht \|                                | \| Samstag, 17. Juni 1972 um 20.00 Uhr in Lüttich (Stade Sclessin) \| \| Zuschauer: 6.184[3] \| \| Schiedsrichter: Johan Einar Boström ( Schweden) \| \| Spielbericht \|                                        | Ungarn |
| Belgien                                                         | Christian Piot – Georges Heylens, Erwin Vandendaele, Jean Thissen, Léon Dolmans – Léon Semmeling, Jan Verheyen, Jean Dockx, Lon Polleunis – Raoul Lambert, Paul Van Himst Cheftrainer: Raymond Goethals | István Géczi – Miklós Pancsics – Tibor Fabian, László Bálint – István Juhász, Flórián Albert, Lajos Kü, Péter Juhász – István Szőke, Mihaly Kozma, Sándor Zámbó (46. Lajos Szűcs) Cheftrainer: Rudolf Illovszky | Ungarn |
| Belgien                                                         | 1:0 Raoul Lambert (24.) 2:0 Paul van Himst (28.) | 2:1 Lajos Kü (53., Foulelfmeter) | Ungarn |
| Belgien                                                         | Léon Dolmans | Péter Juhász | Ungarn |
| Samstag, 17. Juni 1972 um 20.00 Uhr in Lüttich (Stade Sclessin) | | |        |
| Zuschauer: 6.184                                                | | |        |
| Schiedsrichter: Johan Einar Boström ( Schweden)                 | | |        |
| Spielbericht                                                    | | |        |

## Finale

### BR Deutschland – Sowjetunion 3:0 (1:0)
| BR Deutschland                                     | BR Deutschland | Sowjetunion | Sowjetunion |
| -------------------------------------------------- | --- | --- | ----------- |
| BR Deutschland                                     | \| Sonntag, 18. Juni 1972 in Brüssel (Heysel-Stadion) \| \| Zuschauer: 43.066[4] \| \| Schiedsrichter: Ferdinand Marschall ( Österreich) \| \| Spielbericht \|                                              | \| Sonntag, 18. Juni 1972 in Brüssel (Heysel-Stadion) \| \| Zuschauer: 43.066[4] \| \| Schiedsrichter: Ferdinand Marschall ( Österreich) \| \| Spielbericht \| | Sowjetunion |
| BR Deutschland                                     | Sepp Maier – Franz Beckenbauer – Horst-Dieter Höttges, Georg Schwarzenbeck, Paul Breitner – Herbert Wimmer, Günter Netzer, Uli Hoeneß – Jupp Heynckes, Gerd Müller, Erwin Kremers Cheftrainer: Helmut Schön | Jewgeni Rudakow – Murtas Churzilawa – Rewas Dsodsuaschwili, Wolodymyr Kaplytschnyj, Jurij Istomyn – Anatolij Konkow (46. Oleg Dolmatow), Wolodymyr Troschkin, Wiktor Kolotow – Anatoli Baidatschny, Anatoli Banischewski (66. Eduard Kosynkewytsch), Wolodymyr Onyschtschenko Cheftrainer: Alexander Ponomarjow | Sowjetunion |
| BR Deutschland                                     | 1:0 Gerd Müller (27.) 2:0 Herbert Wimmer (52.) 3:0 Gerd Müller (58.) | | Sowjetunion |
| BR Deutschland                                     | Wolodymyr Kaplytschnyj (43.) | | Sowjetunion |
| Sonntag, 18. Juni 1972 in Brüssel (Heysel-Stadion) | | |             |
| Zuschauer: 43.066                                  | | |             |
| Schiedsrichter: Ferdinand Marschall ( Österreich)  | | |             |
| Spielbericht                                       | | |             |